# Li Desheng (Geologe)
Li Desheng (chinesisch 李德生, Pinyin Lǐ Déshēng; * 17. Oktober 1922 in Suzhou) ist ein chinesischer Experte für Erdölgeologie und ein chinesischer kommunistischer Politiker.

## Studium und berufliche Laufbahn
Li absolvierte ein Studium der Geologie an der Zentralen Nationalitäten-Universität (ZNU) in Peking. Anschließend war er als Chefgeologe am Institut für Erdölforschung und Vermessung der Nationalen Petroleumgesellschaft von Peking tätig. Li war über viele Jahre in der Erdölforschung, Erdölverwertung sowie der geologischen Forschung tätig. Nach der Entdeckung der Erdölfelder von Daqing zur Zeit des „Großen Sprungs nach vorn“ im Jahr 1959 gehörte er zum dortigen Mitarbeiterstab. Während dieser Zeit entwickelte er insbesondere Methoden zur optimalen Ausbeutung der Erdölfelder.
Ab Mitte der 1960er Jahre nahm er an dem Bau der Erdölfelder im Golf von Bohai teil. Auch in dieser Zeit war er maßgeblich an der Verbesserung der Methoden zur Ausbeutung sowie zur Verarbeitung beteiligt.
In späteren Jahren war er Professor und Leitender Ingenieur des Instituts für Erdölforschung und Vermessung in Peking. Seit 1991 ist er als Wissenschaftler an der Akademie der Wissenschaften tätig.

## Politische Laufbahn
Auf dem 9. Parteitag der Kommunistischen Partei Chinas (KPCh) wurde er 1969 zum Mitglied des Zentralkomitees (ZK) gewählt. Dem ZK gehörte er bis zum 13. Parteitag 1987 an.

## Veröffentlichungen
- „Geologic evolution of petroliferous basins on continental shelf of China“, AAPG Bulletin 1984, S. 993–1003
- „Hydrocarbon accumulations in the Tarim Basin“, China, AAPG Bulletin 1996, S. 1587–1603

Daneben gehört er dem ausländischen Herausgeberstab der Zeitschrift „Marine and Petroleum Geology“ an.